# کمیسیون اروپا علیه نژادپرستی و نابردباری
کمیسیون اروپا علیه نژادپرستی و نابردباری (انگلیسی: European Commission against Racism and Intolerance) یک نهاد مستقل نظارت بر حقوق بشر در شورای اروپا است که در مبارزه با یهودستیزی، تبعیض، نژادپرستی، نابردباری دینی و بیگانه‌هراسی به عنوان یک نهاد تخصصی عمل می‌کند. این نهاد گزارش‌های دوره‌ای در مورد کشوهای عضو شورای اروپا و توصیه‌های سیاست کلی منتشر می‌کند. تصمیم برای تأسیس کمیسیون اروپا علیه نژادپرستی و نابردباری در ۱۹۹۳ اتخاذ شد. این سازمان از مارس ۱۹۹۴ به‌طور رسمی فعال شد.

## اعضاء
ECRI متشکل از ۴۷ کارشناس می‌باشد که هر کدام از یک کشور عضو شورای اروپا است. رئیس این کمیسیون ماریا دانیلا مارودا از یونان است که از ۲۰۲۰ در این منصب بوده است.
هر یک از اعضای کمیسیون اروپا علیه نژادپرستی و نابردباری توسط دولت مربوط خود برای یک دوره پنج ساله قابل تمدید منصوب می‌شوند. برای ادامه عضویت، آنها همچنین باید از موارد این اساسنامه ECRI تبعیت کنند:
اعضای ECRI باید دارای اقتدار اخلاقی بالا و تخصص شناخته شده در برخورد با نژادپرستی، تبعیض نژادی، بیگانه هراسی، یهودستیزی و نابردباری دینی باشند. اعضای کمیسیون اروپا علیه نژادپرستی و نابردباری باید در موضع مسئولیت خدمت کنند و در انجام وظایف خود مستقل و بی‌طرف باشند. آنها هیچ دستوری از دولت خود دریافت نخواهند کرد.
اولین رئیس ECRI، فرانک اورتون سوئدی، بازرس تبعیض بود که تا ۱۹۹۸ این سمت را برعهده داشت. این ایده او بود که کمیسیون باید آنچه را که به مطالعات کشور به کشور شناخته شده است، با هدف ارائه توصیه‌های خاص یک کشور به سایر کشورهای عضو در مورد نحوه مبارزه با نژادپرستی و نابردباری مرتبط با آن انجام دهد.
رؤسای سابق کمیسیون اروپا علیه نژادپرستی و نابردباری عبارتند از: نیکوس فرانگاکیس، مایکل هد، اوا اسمیت آسموسن و نیلز مویژنیکس.

## فعالیت
هدف اصلی ECRI ارائه یک نقد سازنده به نام گزارش سیاست عمومی (GPR) به کشورها در مورد اقدامات عملی و قانونگذاری آنها در جهت بهبود رفاه گروه‌های اقلیت ساکن در ان کشورهاست. کمیسیون اروپا علیه نژادپرستی و نابردباری دینی همچنین گزارش‌های خود را خودش می‌نویسد، نه کشور مورد بررسی، که به این ترتیب از CERD در سازمان ملل متمایز می‌شود.
ماریا پنتی‌کاینن تمایل ECRI را برای ادغام و مشارکت کامل مهاجران و شهروندان غیر اتحادیه اروپا در جوامع این اتحادیه مطرح کرد. به ویژه، کمیسیون اروپا علیه نژادپرستی و نابردباری مدافع قوی ادغام مردم کولی در جامعه اروپایی و کودکان کولی در سیستم‌های مدارس اتحادیه اروپا است. در واقع، کولی‌ها در اکثر فراخوان‌های سازمان برای ادغام، مورد توجه اصلی هستند. با این حال، اگرچه نژادپرستی و تبعیض همیشه بخش بزرگی از دستور کار کمیسیون اروپا علیه نژادپرستی و نابردباری دینی بوده است، با اینحال ادغام کولی‌ها تنها در گزارش سیاست عمومی اخیر کمیسیون اروپا ظهور برجسته‌ای داشته است.